# Phyllonorycter belotella
Phyllonorycter belotella là một loài bướm đêm thuộc họ Gracillariidae. Loài này có ở Mediterranean Region từ bán đảo Iberia đến Hy Lạp.
Ấu trùng ăn Quercus coccifera, Quercus ilex và Quercus suber. Chúng ăn lá nơi chúng làm tổ.